# Liste der Bodendenkmäler in Aidenbach
Auf dieser Seite sind die Bodendenkmäler in dem niederbayerischen Markt Aidenbach zusammengestellt. Diese Tabelle ist eine Teilliste der Liste der Bodendenkmäler in Bayern. Grundlage ist die Bayerische Denkmalliste, die auf Basis des Bayerischen Denkmalschutzgesetzes vom 1. Oktober 1973 erstmals erstellt wurde und seither durch das Bayerische Landesamt für Denkmalpflege geführt wird. Die folgenden Angaben ersetzen nicht die rechtsverbindliche Auskunft der Denkmalschutzbehörde.

## Bodendenkmäler in Aidenbach

### Bodendenkmäler in der Gemarkung Aidenbach
| Lage                                       | Objekt | Akten-Nr.     | Bild           |
| ------------------------------------------ | --- | ------------- | -------------- |
| Aidenbach (Standort)                       | Siedlung vor- und frühgeschichtlicher oder mittelalterlicher Zeitstellung. | D-2-7444-0002 |                |
| Aidenbach (Standort)                       | Untertägige mittelalterliche und frühneuzeitliche Befunde und Funde im Bereich des teilweise abgegangenen Adelssitzes von Aidenbach. | D-2-7444-0115 |                |
| Aidenbach (Standort)                       | Untertägige mittelalterliche und frühneuzeitliche Befunde und Funde im Bereich der abgebrochenen hoch-/spätmittelalterlichen katholischen Pfarrkirche St. Agatha in Aidenbach, darunter die Spuren von Vorgängerbauten bzw. älteren Bauphasen. | D-2-7444-0116 | weitere Bilder |
| Aidenbach Vilshofener Straße 47 (Standort) | Untertägige frühneuzeitliche Befunde und Funde im Bereich der katholischen Friedhofs- und Wallfahrtskapelle Mariä Himmelfahrt in Aidenbach/Buchenöd, darunter die Spuren von mindestens zwei hölzernen Vorgängerbauten bzw. älteren Bauphasen. | D-2-7444-0117 | weitere Bilder |

### Bodendenkmäler in der Gemarkung Haidenburg
| Lage                                 | Objekt | Akten-Nr.     | Bild |
| ------------------------------------ | --- | ------------- | ---- |
| Haidenburg (Standort)                | Siedlung vor- und frühgeschichtlicher oder mittelalterlicher Zeitstellung. | D-2-7444-0005 |      |
| Haidenburg (Standort)                | Siedlung vor- und frühgeschichtlicher oder mittelalterlicher Zeitstellung. | D-2-7444-0006 |      |
| Haidenburg (Standort)                | Untertägige mittelalterliche und frühneuzeitliche Befunde und Funde im Bereich des hochmittelalterlichen Ortsadelssitzes und späteren frühneuzeitlichen „Schlosses“ von Gunzing.                                                             | D-2-7444-0124 |      |
| Haidenburg (Standort)                | Untertägige mittelalterliche und frühneuzeitliche Befunde und Funde im Bereich der abgegangenen hochmittelalterlichen katholischen Kirche St. Georg in Gunzing, ehemals wohl Adels- bzw. Schlosskirche.                                      | D-2-7444-0125 |      |
| Haidenburg Mistlbach 96 a (Standort) | Untertägige mittelalterliche und frühneuzeitliche Befunde und Funde im Bereich der katholischen Filialkirche St. Laurentius in Mistlbach, darunter die Spuren von Vorgängerbauten bzw. älteren Bauphasen sowie der abgegangene Ortsfriedhof. | D-2-7444-0130 |      |